# Diplodoki (podrodzina)
Diplodoki, (Diplodocinae) – podrodzina dinozaurów z rodziny diplodoków.

## Pożywienie
rośliny

## Występowanie
Zamieszkiwały Amerykę Północną (dzisiejsze USA).
W świetle dzisiejszej wiedzy nie ma wątpliwości, że wiodły lądowy tryb życia, aczkolwiek mogły zamieszkiwać obrzeża zbiorników wodnych.

## Opis
Duże zauropody.
Bardzo mała głowa osadzona na końcu długiej szyi. Stosunkowo krótki tułów; kończyny tylne masywne, dużo dłuższe od przednich.
Ogon bardzo długi, biczowaty.
Hipoteza o posiadaniu przez te zwierzęta trąby została odrzucona.

## Zachowanie
Prawdopodobnie wiodły spokojny żywot wielkich roślinożerców. Niewiele zwierząt było w stanie im zagrozić. Jeśli już doszło do ataku, dinozaury te prawdopodobnie odpędzały drapieżnika ruchami swego długiego ogona, osiągającego ogromne prędkości i przecinającego powietrze niczym ogromny bicz.

## Rodzaje
- amficelias,
- barozaur,
- diplodok,
- sejsmozaur,
- superzaur,
- tornieria.